# 野孩子 (电影)
《野孩子》是2024年上映的中国大陆现实主义题材电影，取材自“流浪兄弟”真实事件，由《我的姐姐》导演殷若昕执导，王俊凯领衔主演，邓家佳、陈永胜以及潘斌龙主演，於2024年9月13日在中国大陆上映。

## 演员阵容
- 王俊凯 饰演 马亮，流浪少年。
- 关子勰 饰演 轩轩，被家人遗忘的男孩。
- 邓家佳 饰演 周佼，女民警。
- 潘斌龙 饰演 文叔，未成年人犯罪团伙组织者。
- 陈永胜 饰演 大毛，文叔手下成员。
- 迟兴楷 饰演 老鼠，文叔手下成员。
- 董向榮 饰演 軒軒爺爺。
- 鄭穎 饰演 軒軒奶奶。
- 賈梓漫 饰演 軒軒妹妹。

## 制作

### 原型事件
中国中央电视台综合频道法制节目《今日说法》于2019年播出该事件，引起广泛关注。马亮（化名）儿时被母亲抛弃，父亲一直在外打工，他从十四、五岁起开始流浪的生活，以偷盗财物过活。2017年时年21岁的马亮从四川流浪到陕西渭南，遇到在街头游荡的8岁男孩轩轩（化名），两人自此开始一起生活，晚上睡在荒地草丛里。马亮于2018年因犯盗窃罪被判处有期徒刑四年六个月，2022年刑满出狱。

### 拍摄
该片由河南省电影局指导拍摄，历经四个多月的主体拍摄后，于2023年11月杀青，主要在四川泸州取景拍摄。

## 电影音乐
| 曲序 | 曲目           |              | 作曲         | 製作人       | 演唱   |
| ---- | -------------- | ------------ | ------------ | ------------ | ------ |
| 1.   | 是我（片尾曲） | 殷若昕、李缤 | 高小阳、李缤 | 高小阳、李缤 | 白举纲 |

## 发行
该片原定2024年7月12日在中国大陆上映，7月3日宣布提档至7月10日上映，3日当晚《野孩子》片方宣布由于后期进度原因，取消于7月10日上映的安排，但并未透露新的上映日期。中国异议人士袁红冰向《自由亚洲电台》透露该片被取消上映的原因是，主管宣传的政治局常委蔡奇认为该电影不符合主旋律、误导民众对现在中国现实产生消极心理。同年9月3日宣布重新定档至9月13日在中国大陆上映。

### 票房
该片在中国大陆上映后连续10日夺得单日票房冠军。最终获得2.11亿人民币。
| 上一届： 《重生》 | 2024年中国内地一周票房冠军 第37-38周 | 下一届： 《变形金刚：起源》 |